# 同胚

著有《一般拓扑学》一書的數學家約翰·L·凱利曾說：拓撲學家為不知甜甜圈與咖啡杯之分別者。

在拓扑学中，同胚（英語：Homeomorphism）是两个拓扑空间之间的双连续函数。同胚是拓扑空间范畴中的同构；也就是说，它们是保持给定空间的所有拓扑性质的映射。如果两个空间之间存在同胚，那么这两个空间就称为同胚的，从拓扑学的观点来看，两个空间是相同的。
拓扑空间是一个几何物体，同胚就是把物体连续延展和弯曲，使其成为一个新的物体。因此，正方形和圆是同胚的，但球面和环面就不是。有一个笑话是说，拓扑学家不能区分咖啡杯和甜甜圈，这是因为一个足够柔软的甜甜圈可以捏成咖啡杯的形状（见图）。

## 定义
如果两个拓扑空间{X,TX}和{Y,TY}之间的函数f : X → Y具有下列性质：
- f是双射（单射和满射）；
- f是连续的；
- 反函数f−1也是连续的（f是开映射）。

则称{X,TX}和{Y,TY}同胚，它满足以上三个性质的函数有时称为双连续。自同胚就是从一个拓扑空间到它本身的同胚。同胚形成了所有拓扑空间的类上的等价关系。所得到的等价类称为同胚类。

## 例子

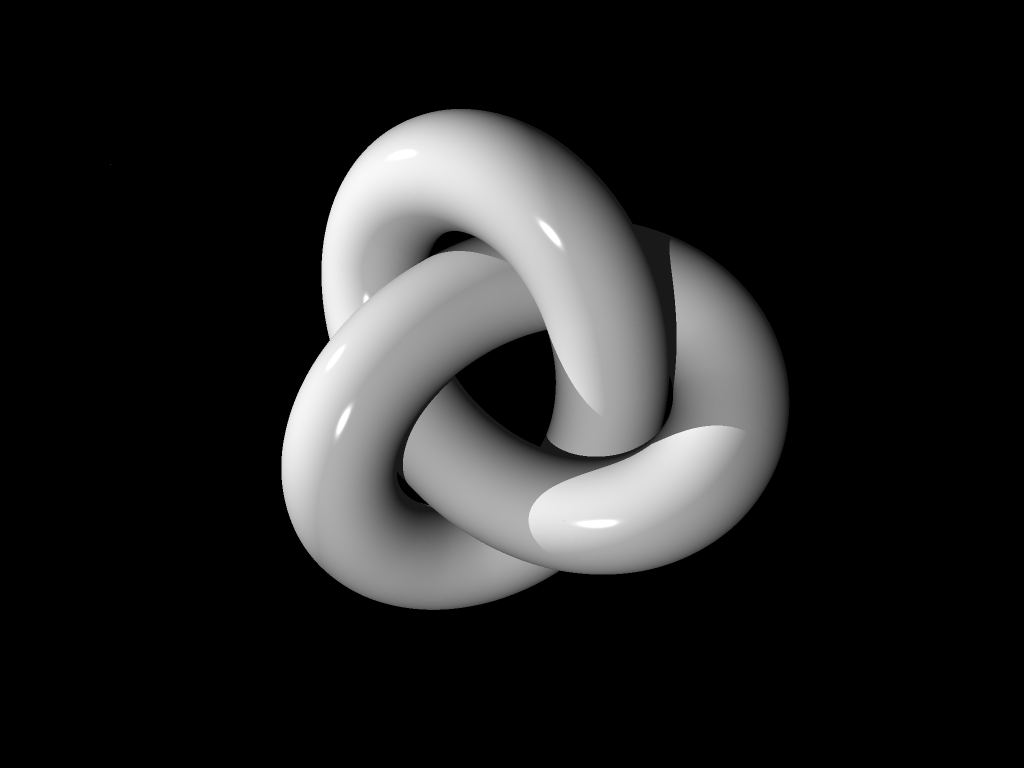
三叶结与圆环同胚。虽然这表面上不合理，但是在四维空间中很容易把三叶结连续变形成一个圆。

- R2内的单位圆盘D2和单位正方形是同胚的。
- 开区间(−1, 1)与实直线R同胚。
- 积空间S1 × S1与二维环面同胚。
- 每一个一致同构和等距同构都是同胚。
- 任何二维球面去掉一个点都与R2中的所有点所组成的集合（二维平面）同胚。
- 设{\displaystyle A}为一个有单位的交换环，并设{\displaystyle S}为{\displaystyle A}的乘法子集。那么Spec {\displaystyle (A_{S})}与{\displaystyle \{p\in {\textrm {Spec}}A:p\cap S=\emptyset \}}同胚。
- 当{\displaystyle n\neq m}时，{\displaystyle \mathbb {R} ^{n}}不与{\displaystyle \mathbb {R} ^{m}}同胚。
- 一个连续和双射但不是同胚的函数的例子，是把半开区间{\displaystyle [0,1)}缠绕到圆上的映射。在这个情况中，逆映射虽然存在，但不是连续的。

## 性质
- 同胚是拓扑空间范畴中的同构。因此，两个同胚的复合映射也是同胚，且所有自同胚X → X形成了一个群，称为X的自同胚群，通常记为Homeo(X)。
- 两个同胚的空间具有相同的拓扑性质。例如，如果其中一个是紧空间，那么另外一个也是紧空间；如果其中一个是连通空间，那么另外一个也是连通空间，等等。然而，这不能推广到通过度量所定义的性质；如果两个度量空间是同胚的，那么仍然有可能其中一个是完备的，而另外一个不是。
- 同胚既是开映射又是闭映射，也就是说，它把开集映射到开集，把闭集映射到闭集。
- 每一个{\displaystyle S^{1}}的自同胚都可以延伸到整个圆盘{\displaystyle D^{2}}的自同胚。